# Sionggang Utara
Sionggang Utara is een bestuurslaag in het regentschap Toba Samosir van de provincie Noord-Sumatra, Indonesië. Sionggang Utara telt 2084 inwoners (volkstelling 2010).